# Гэмбилл, Шона
Шона Гэмбилл (англ. Shauna Gambill; род. 22 сентября 1976 года; Актон, Калифорния, США) — американская модель, победительница конкурса красоты Юная Мисс США 1994.

## Биография
Окончила школу Highland High School в Палмдейл и произносила прощальную речь (valedictorian). Вышла замуж за Митча Герта в Санта-Барбаре 23 октября 2000 года. в 2004 году, она стала судьёй на конкурсе красоты Юная Мисс США, которая выиграла Шелли Хенниг, представлявшая штат Луизиана.

## Участие в конкурсах красоты
Первый титул Шоной был завоёван в 1993 году Юная Мисс Калифорния. В августе 1994 года, она участвовала в национальном конкурсе Юная Мисс США, проходившем в Билокси. Её участие в предварительном конкурсе, получила возможность войти в Топ 12, став четвёртой полуфиналисткой. Показатели были неизменно высоким на протяжении трёх финальных туров конкурса. На момент победы, ей было 17 лет.
Спустя два года после победы в конкурсе, в 1997 году, она получила титул Мисс Калифорния 1998. Участница национального конкурса Мисс США 1998, wгде она стала 1-й Вице мисс. Шона Гэмбилл заняла третье место среди десяти полуфиналисток в предварительном соревновании, а будущая Мисс США заняла пятое место. В финале конкурса, Джеббия заняла первое место в купальнике и вечернем платье. Не самое высокое место занимает в интервью, в то время, как Гэмбилл опередила её. Если Шона заняла данный титул, то стала бы второй девушкой, которая заняла все три титула (Юная Мисс США, Мисс США и Мисс Вселенная) и первая участница, на Юной Мисс США, участвовать на Мисс Вселенная.
Гэмбилл выбрали для участия на Мисс Мира 1998, где она стала полуфиналисткой. Также, она стала первой Юной Мисс США, участвовавшая на Мисс Мира.

## Примечание
1. 1 2  Highland Valedictorian wins Miss Teen USA. Daily News of Los Angeles. 4 апреля 1994. Архивировано 4 марта 2016. Дата обращения: 30 января 2016.
2. ↑  Lacy, Mike (16 августа 1994). Miss Teen USA – Shauna Gambill Wins New Miss Teen has the wheels to prove it. The Sun Herald. Архивировано 3 марта 2016. Дата обращения: 22 февраля 2007.
3. ↑  Hoagland, Doug (1 сентября 1998). Miss California pageants a Gambill that paid off for this young woman. The Fresno Bee. p. E1. Архивировано 4 марта 2016. Дата обращения: 22 февраля 2007.
4. ↑  Miss Massachusetts Wins. The Buffalo News. 18 марта 1998. Архивировано 3 марта 2016. Дата обращения: 22 февраля 2007.